# Glaresidae
Glaresidae je čeleď brouků příbuzných čeledi Scarabaeidae. Členové této čeledi jsou nalézáni ve vyprahlých a písčitých oblastech celého světa (kromě Austrálie) a sbíráni byli zatím pouze dospělí jedinci (většinou na světlo v noci) a život ve stadiu larev zůstává nepoznán.

## Popis
Brouci jsou malí, 2½–6 mm dlouzí a mají zavalitý vzhled typický pro scarabaeidy. Barvu mají od tříslové po tmavě hnědou a zadeček pokrytý krátkými chlupy.
Pokusy vypěstovat glaresidy v laboratorních podmínkách, prováděné v 80. letech 20. století C. H. Scholtzem a dalšími, byly neúspěšné.
Rod Glaresis byl původně začleněn do čeledi Trogidae a má hodně znaků „primitivních“ scarabaeoidů, avšak žádný vztah k ostatním primitivním skupinám; současné práce dokazují, že ve skutečnosti patří spíše k mezi trogidy. Scholtz argumentoval, že rod Glaresis je nejprimitivnějším typem ze scarabaeoidů, ale současné výzkumy ukazují, že jsou to Pleocomidae, kteří převzali tuto pozici.

## Druhy
- G. alfierii
- G. arenata
- G. beckeri
- G. canadensis
- G. carthagensis
- G. cartwrighti
- G. ceballosi
- G. celiae
- G. clypeata
- G. confusa
- G. contrerasi
- G. dakotensis
- G. desperata
- G. ecostata
- G. exasperata
- G. foveolata
- G. freyi
- G. fritzi
- G. frustrata
- G. gineri
- G. handlirshci
- G. hispanus
- G. holmi
- G. howdeni
- G. impressicollis
- G. inducta
- G. kocheri
- G. koenigsbaueri
- G. longisternum
- G. lomii
- G. mandibularis
- G. maroccana
- G. mauritanica
- G. medialis
- G. mendica
- G. methneri
- G. minuta
- G. namibensis
- G. penrithae
- G. oxiana
- G. pardoi
- G. pardoalcaidei
- G. phoenicis
- G. porrecta
- G. quedenfeldti
- G. rufa
- G. texana
- G. tripolitana
- G. villiersi
- G. walzlae
- G. zarudniana